# Јевгениј Малкин
Јевгениј Малкин (рус. Евгений Влади́мирович Малкин; Магнитогорск, 31. јул 1986) је руски хокејаш који тренутно игра у Питсбург пенгвинсима. Игра на позицији центра.

## Каријера
Малкин је продукт хокејашког омладинског погона руског клуба Металург Магнитогорск. Као 17-годишњак дебитовао је за сениорску екипу у Руској Суперлиги.
На драфту 2004. године изабран је као други пик. Након драфта Малкин због међународних спорова двеју држава био је присиљен остати у Русији. Након доласка у лигу у сезони 2006/07 освојио је Калдер трофеј за најбољег новајлију године. У другој сезони са Питсбург пенгвинсима стигао је до финала Стенли купа и завршио на другом месту у трци за Хартов меморијални трофеј. Следеће сезоне освојио је Арт Росов трофеј за играча са највише постигнутих поена (113) у регуларном делу сезоне, као и Џон Смит трофеј као најкориснији играч плеј офа.
У сезони 2008/09 са Питсбург пенгвинсима је освојио Стенли куп победивши у финалу Детроит ред вингсе.
До признања за најкориснијег играча лиге коначно је дошао у сезони 2011/12 и узео Хартов меморијални трофеј.

### Репрезентација
За Репрезентацију Русије дебитовао је на Светском првенству 2005. у Аустрији где је освојио бронзану медаљу. Исти упех је поновљен и на Светском првенству 2007. у Русији. На Светском првенству 2010. у Немачкој је са Русијом отишао корак даље па је освојена сребрна медаља.
Малкин је играо за репрезентацију на Зимским олимпијским играма 2010. у Ванкуверу. постигао је 3 гола и имао 3 асистенције на 4 меча. Русија је поражена у четвртфиналу од Канаде и на крају је завршила на шестом месту.